# Louis Hon

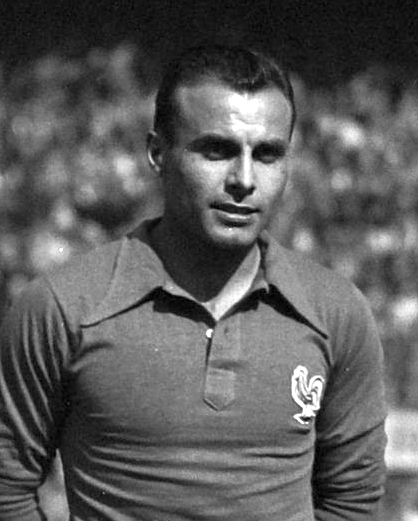
Louis Hon im Jahr 1949

Louis Hon (* 11. September 1924 in Couches-les-Mines, Département Saône-et-Loire; † 5. Januar 2008 in Saint-Raphaël) war ein französischer Fußballspieler und -trainer.

## Spielerkarriere
Der Mittelläufer, der als Jugendlicher Département-Drôme-Regionalmeister im Kugelstoßen geworden war und überhaupt erst mit 18 Jahren regelmäßig Fußball spielte, war zwischen 1950 und 1953 – und damit sechs Jahre vor Raymond Kopa, allerdings auch vor Reals internationalem Höhenflug – der erste französische Profi bei Real Madrid. Vorher und nachher spielte er insgesamt sieben Saisons lang für Stade Français Paris, davon fünf Jahre in der höchsten Spielklasse, ehe er seine Karriere beim unterklassigen Stade Raphaëlois an der Côte d’Azur ausklingen ließ. Bei Stade Français brachte er es von 1948 bis 1950 sowie 1953/54 auf insgesamt 83 Erstligaeinsätze. Seine beste Ligaplatzierung mit dem Hauptstadtklub waren zwei fünfte Ränge (1946/47 und 1947/48); im Landespokalwettbewerb erreichte er dort 1949 das Halbfinale. Auch in Madrid war ihm kein Titelgewinn vergönnt.
Zwischen November 1947 und Dezember 1949 wurde Hon zu 12 Länderspielen in die A-Nationalelf berufen. Auch in diesem Kreis war er ein vorzüglicher Organisator seiner Abwehr, mit Ausdauer und Spielintelligenz ausgestattet. Nachdem Frankreich in der Qualifikation zur Weltmeisterschaft 1950 im notwendig gewordenen Entscheidungsspiel mit 2:3 nach Verlängerung am „Angstgegner“ Jugoslawien gescheitert war, beendete er von sich aus seine Karriere bei der Équipe tricolore.

### Spielerstationen
- Sentinelle de Brienon
- Union Montilienne Sportive (UMS Montélimar)
- La Vie au Grand Air Saint-Maur
- Stade Français Paris (1946–1950)
- Real Madrid (1950–1953)
- Stade Français Paris (1953–1956, ab 1954 in der Division 2)
- Stade Raphaëlois (1956)

## Trainerzeit
Erfolgreicher als während seiner Spielerzeit war er als Trainer. In Spanien trainierte er Real Celta de Vigo (1961/62), Betis Sevilla und in der Saison 1965/66 Real Saragossa. Es folgten zwei Jahre bei Olympique Lyon, mit dem er auch seinen einzigen Titel gewann: 1967 führte er OL in das Endspiel um den französischen Pokal, in dem seine Mannschaft dank seines blendend aufgelegten Sturmführers Fleury Di Nallo gegen den FC Sochaux mit 3:1 die Oberhand behielt. Dabei hatte Lyon im Halbfinale das Losglück benötigt, um sich nach drei Spielen, die sämtlich trotz Verlängerung mit einem Remis endeten, gegen den Zweitdivisionär AS Angoulême durchzusetzen. Im anschließenden Europapokal der Pokalsieger 1967/68 scheiterte Hons Elf nach Siegen über Aris Bonneweg und Tottenham Hotspur im Viertelfinale am Hamburger SV; auch hierbei war ein Entscheidungsspiel notwendig geworden – und dies fand im Hamburger Volksparkstadion statt, nachdem die Verantwortlichen von Olympique sich vom HSV das Heimrecht abkaufen ließen.
Diese aus finanziellen Gründen verspielte Chance auf größeren sportlichen Lorbeer veranlasste Louis Hon dazu, seinen Vertrag am Saisonende zu kündigen. Im folgenden Jahrzehnt schlossen sich Engagements bei SCO Angers (mit dem ihm 1968/69 der sofortige Wiederaufstieg in die Division 1 gelang), Olympique Avignon (1971/72), Paris FC (1972/73), AC Ajaccio (1973/74, in D2) und dem FC Lorient (1976/77) an. Allerdings war von diesen Klubs nur der Paris FC in der ersten französischen Liga vertreten, als Hon dort arbeitete.

### Palmarès
- Französischer Pokalsieger 1967

## Leben nach dem Fußball
1978 ließ Louis Hon sich in Saint-Raphaël nieder, wo er gemeinsam mit seiner Ehefrau das Restaurant L’Équipe betrieb. Kurz nach Neujahr 2008 erlag Hon dort in seinem 84. Lebensjahr einem Herzversagen.